# Remigny
Remigny é uma comuna francesa na região administrativa de Borgonha-Franco-Condado, no departamento Saône-et-Loire. Estende-se por uma área de 2,45 km². Em 2010 a comuna tinha 437 habitantes (densidade: 178,4 hab./km²).